# توکوگاوا ناریتومو
توکوگاوا ناریتومو (به ژاپنی: 徳川 斉朝 Tokugawa Naritomo); ۲۷ سپتامبر ۱۷۹۳ – ۱۱ مهٔ ۱۸۵۰) سامورایی، دایمیو در دوره ادو ارباب قلمرو اُواری اهل ژاپن بود.
او پسر توکوگاوا هاروکونی (۱۷۷۶–۱۷۹۳) برادر شوگون یازدهم توکوگاوا ایه‌ناری و مادر او نیجو یاسوکو ، دختر نیجو هاروتاکا  بود. همسر او توکوگاوا توشی هیمه (۱۷۸۹–۱۸۱۷) دختر شوگون یازدهم توکوگاوا ایه‌ناری بود.